# 彼得罗维里夫卡

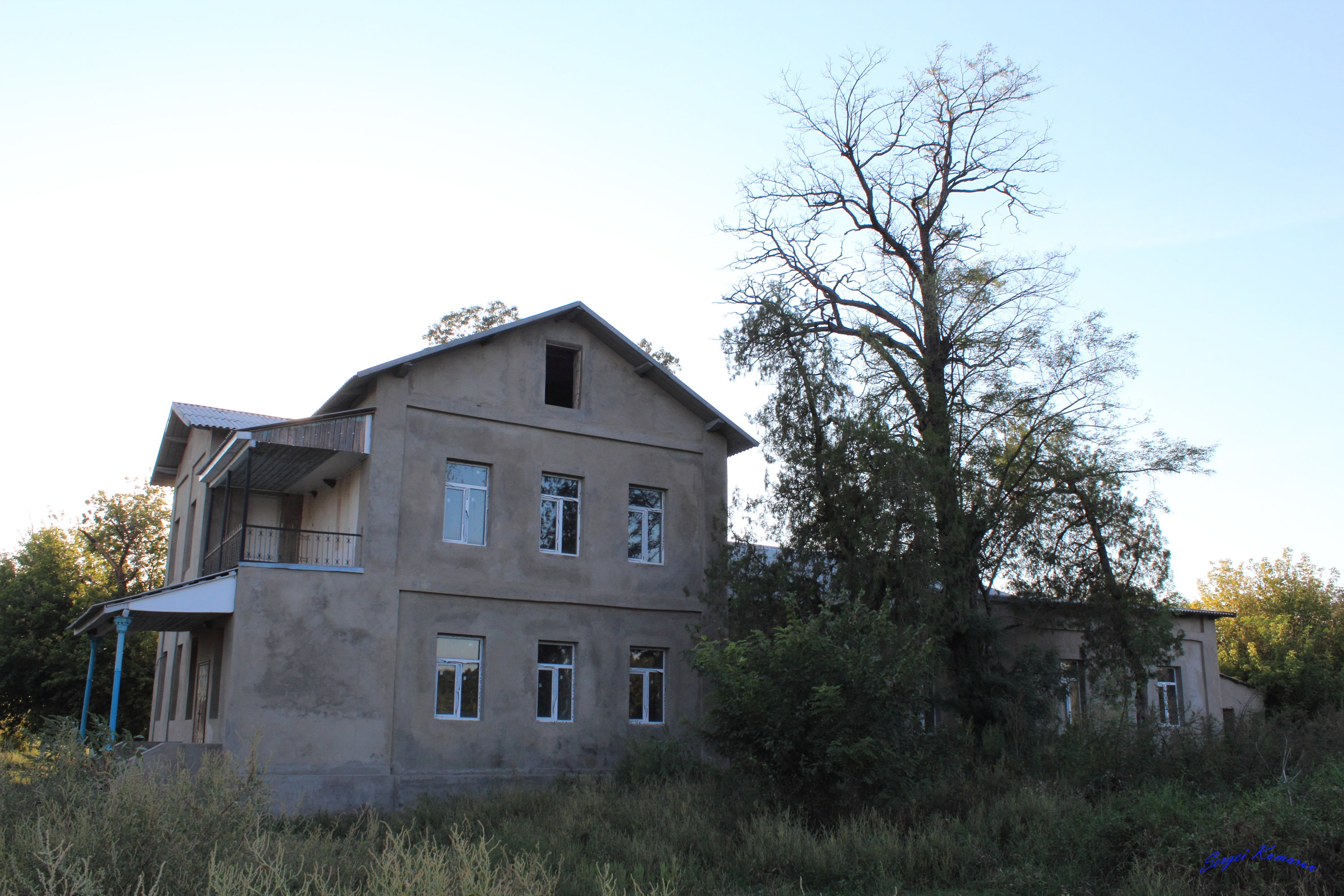
建于19世纪末期的房屋

彼得罗维里夫卡（烏克蘭語：Петровірівка），2016年前称若夫坚是位於烏克蘭西南部的村莊，由敖德萨州贝雷济夫卡区的彼得罗维里夫卡市镇負責管轄，并为该市镇的行政中心。該村處於大庫亞利尼克河畔，始建於1814年，面積6.64平方公里，2001年人口2,954，人口密度每平方公里444.88人。